# سارساز (شهرستان کارماسکالینسکی، باشقیرستان)
سارساز (انگلیسی: Sarsaz, Karmaskalinsky District, Republic of Bashkortostan) یک شهرک در شهرستان کارماسکالینسکی استان باشقیرستان کشور روسیه است.